# Andreas Bruus
Andreas Bruus, né le 16 janvier 1999 à Greve Strand au Danemark, est un footballeur danois qui évolue au poste d'arrière droit à l'ESTAC Troyes.

## Biographie

### En club
Né à Greve Strand au Danemark, Andreas Bruus est formé par le Brøndby IF. Il joue son premier match en professionnel le 10 décembre 2017, lors d'une rencontre de championnat contre l'AGF Aarhus. Il entre en jeu à la place de Jan Kliment et les deux équipes se neutralisent sur un score de deux partout.
Le 31 août 2018, il est prêté pour une saison au FC Roskilde, club évoluant en deuxième division danoise.
Son prêt terminé à l'été 2019, il retourne dans son club formateur. Bruus est peu utilisé lors de la saison 2019-2020, étant barré par la concurrence de Kevin Mensah et Jens Martin Gammelby. Il prolonge cependant son contrat à l'été 2020, le liant au club jusqu'en juin 2023.
Il remporte le premier titre de sa carrière en étant sacré champion du Danemark en 2020-2021,.
Bruus joue son premier match de Ligue des champions le 17 août 2021, lors d'une rencontre qualificative face au Red Bull Salzbourg. Il est titularisé et son équipe s'incline par deux buts à un.
Le 18 juillet 2022, Andreas Bruus rejoint l'ESTAC Troyes. Le joueur s'engage pour un contrat courant jusqu'en juin 2027 et vient renforcer le poste d'arrière droit après les départs de Oualid El Hajjam et Giulian Biancone.
Il ne peut empêcher la relégation de l'ESTAC en deuxième division à l'issue de la saison,.
Il reste à Troyes malgré la descente, et découvre la Ligue 2. Le 13 janvier 2024, Bruus inscrit son premier but pour Troyes, lors d'une rencontre de championnat face à l'AC Ajaccio. Titulaire, il participe à la victoire de son équipe par trois buts à un,.
Le 2 septembre 2024, Andreas Bruus fait son retour au Danemark en rejoignant l'Aalborg BK sous la forme d'un prêt d'une saison.

### En sélection nationale
Avec les moins de 17 ans, il inscrit des buts lors des éliminatoires du championnat d'Europe des moins de 17 ans 2016, contre le Kazakhstan et l'Islande.

## Palmarès

### En club
Brøndby IF
- Champion du Danemark
  - 2021